# Révolte de Menemen
La révolte de Menemen est une révolte conduite en décembre 1930 par des fondamentalistes islamistes dans la ville de Menemen en Turquie. Cette révolte a eu des répercussions durables dans le pays.

## Contexte de la crise
À la fin des années 1920, la Turquie est devenue une république autoritaire dirigée par un parti unique, le Parti républicain du peuple. Mustafa Kemal conscient du caractère despotique de son régime, décide de démocratiser le pays en autorisant son ami Ali Fethi Okyar, ambassadeur en poste à Paris, à fonder un parti politique d'opposition, le Parti républicain libéral. Une première expérience, en 1924-1925, s'était soldée par la dissolution du Parti républicain progressiste, l'assignation à résidence, l'arrestation ou l'exécution des dirigeants de l'opposition, pourtant également issus des rangs des combattants de la guerre de libération nationale.
Après la création de ce parti politique, Mustafa Kemal fait supprimer la censure touchant la presse, et rétablit la liberté d'expression. L'opposition dont la parole est libérée s'avère, lors des premières élections municipales bipartites. Parmi les opposants, on compte des démocrates, mais aussi des communistes, des jeunes turcs et des partisans du rétablissement du califat. La victoire de l'opposition aux élections municipales force les kémalistes, s'ils ne veulent pas être balayés lors des prochaines élections législatives, à pousser le Parti républicain libéral à la dissolution, ce qu'il fait le 17 novembre 1930.
La nouvelle de la dissolution est très mal vécue par une partie importante de la population qui plaçait tous ses espoirs dans l'opposition afin que celle-ci la débarrasse des infidèles du CHP qui sont au pouvoir.
" La malheureuse nouvelle explosa telle une bombe dans les horizons de notre ville. Devant cet évènement tant inattendu, la pensée stagna un instant. Personne n’en croyait ses yeux ni ses oreilles. L’ancien leader qui affirmait que son parti était éternel et immortel comme la république, avait-il décidé de tuer de ses propres mains sa propre œuvre ? Chacun se posait la question, triste et abasourdi, puis une fois l’information acceptée, personne ne pouvait décrire la peine qui pesait sur sa conscience. On peut à la rigueur trouver des circonstances atténuantes dans un crime où le père égorge son enfant, mais un homme qui trahit la pensée et l’opinion de centaines de milliers d’hommes, fût-il prophète, il est impardonnable "  (Quotidien Serbest Cumhuriyet, 19 octobre 1930).

## Point de départ
La révolte commence durant l’automne 1930 dans la ville de Manisa. Un jeune cheikh, Mehmed, est profondément frustré par la dissolution quelques jours plus tôt du Parti Républicain Progressiste par l'État kémaliste. Ce cheikh est originaire de Crète, il a 30 ans et sait lire et écrire. Il appartient à la confrérie des Nakşibendi, secte islamiste qui n'a jamais soutenu le nationalisme laïc des kémalistes.
Le jeune Cheikh, convaincu de sa juste mission, se proclame mahdi et un conseil d'examen ad hoc constitué à Manisa par des gens qu'il fréquente l'établit dans ce titre, et lui prête immédiatement allégeance. Une fois reconnu comme mahdi, il constitue un groupe de six disciples dont trois répondent au même nom que lui « Mehmed ». 
La petite troupe se met alors en route et se poursuit dans les villages avoisinants. Durant cette période de pèlerinage, qui s'étale sur trois semaines au moins, le cheikh ne cache nullement son intention d'établir la charia et de renverser le régime. Au long des 50 kilomètres qui séparent Manisa de Menemen  et que le groupe parcourt « comme un torrent révolutionnaire », personne ne le dénonce aux autorités. Les chefs de village restent également silencieux, en dépit, pourtant, du code rural qui les oblige à signaler la présence de tout étranger dans leurs localités.

## Menemen
À l'aube du 23 décembre, le mahdi et ses disciples arrivent à Menemen. Équipés d'un fusil (ou deux), ils se dirigent vers la mosquée pour la prière du matin. Il se proclame publiquement « Mahdi» et prononce alors un discours clairement antirépublicain : « c'est le Prophète qui m'envoie, dit-il. La situation est devenue très mauvaise. Nous sommes venus pour rétablir la charia ». 
Le discours du Cheikh attire la foule et près de 1 000 personnes se regroupent autour de lui. La population, séduite par le discours charismatique de Mehmed, scande à son tour des slogans religieux anti-kémalistes extrêmement violents.
Un détachement d'une dizaine de soldats, commandé par un dénommé Kubilay, un enseignant qui fait son service militaire comme sous-officier à Menemen se présente sur la place occupée par les troupes du Cheikh. Un témoin oculaire raconte la suite :
« L'officier s'est approché du Mehdi et a voulu l'emmener avec lui. Il y a eu une bagarre. Le mahdi a tiré sur l'officier. Le commandant s'est écroulé par terre. Le mahdi et son disciple l'ont poursuivi. Le Mehdi est revenu. Il a pris un couteau dans son sac et est reparti. À l'intérieur de la mosquée, ils lui ont coupé la tête. Entre-temps, les soldats étaient partis. Un homme blond a amené une corde. Ils ont attaché la tête au drapeau ».
La foule, enivrée par cet acte et la fuite du détachement de soldats, crie sa haine du kémaliste et sa volonté de détruire la république.
Mais ce moment d'euphorie ne dure cependant que quelques dizaines de minutes. Les soldats, un instant surpris, reviennent en force et tirent sur la foule. Plusieurs centaines de personnes sont alors arrêtés par l'armée.

## Réaction du gouvernement kémaliste
Ainsi, l'incident de Menemen proprement dit n'a fait que 3 morts parmi les forces de l'ordre et a duré à peine quelques heures. Mais il est considéré comme suffisamment grave pour qu'à son annonce, le gouvernement décrète l'état de siège à Menemen et organise une réunion au sommet. Mustafa Kemal, Ismet Pacha (Premier ministre), le président de l'Assemblée nationale ainsi que les ministres de l'Intérieur et de la Défense y participent. Mustafa Kemal explique d'emblée la signification de l'événement, apparente d'ailleurs dans les cris de la foule à Menemen : à travers Kubilay c'est bien « la République qui est égorgée » commente-t-il. Il exige que, parallèlement aux auteurs de l'incident, l'ensemble de la population de Menemen soit punie et que la ville soit décrétée « ville maudite » . Atatürk envisage alors de faire bombarder la ville par l'armée avant d'en être dissuadé par son entourage. 
Plus de 300 personnes sont arrêtées et condamnées par un tribunal militaire à de lourdes peines de prison. 
Parallèlement, le pouvoir kémaliste déploie l'armée dans la région de Menemen et recourt à une répression féroce pour prévenir toute velléité de révolte parmi la population.

## Menemen aujourd'hui
En 1932, un monument commémorant l'incident a été inauguré dans la ville. Les Turcs commémorent chaque année la mort du soldat Kubilay, qui est devenu un symbole de la laïcité.

## Source
- Jacques Benoist-Méchin, Mustapha Kémal ou La mort d'un empire, éditions Albin Michel, 1954,  (ISBN 2226021957)